# Список баскетболистов, набиравших 100 очков за один матч
Данный список содержит имена игроков, набиравших 100 очков за один матч. По правилам баскетбола, засчитываются очки, набранные с игры (двух- и трёхочковые), а также штрафные броски (засчитывается одно очко за один штрафной бросок). В качестве индивидуальной статистики игрока 100 очков за матч считается очень редким достижением. В списке приводится подтвержденная, но неполная статистика по игрокам, набиравшим 100 и более очков. Для каждого индивидуального достижения характерно наличие определенных рамок, включая длительность матча, уровень подготовки игрока, уровень команды соперника, а также уровень лиги.

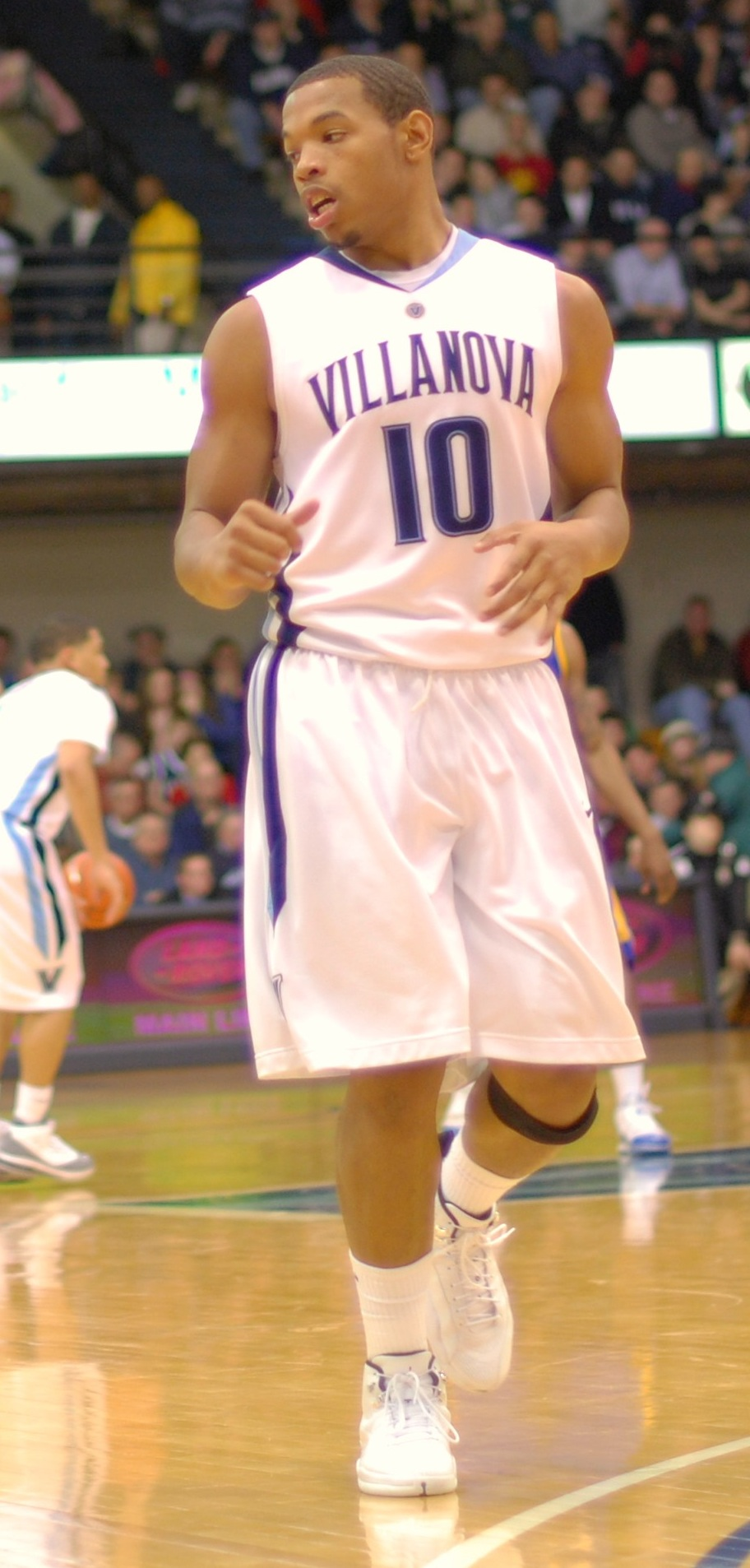
7 августа 2010 года Кори Фишер набрал 105 очков в матче полупрофессиональной летней лиги

На международном уровне наибольшее количество очков в матче набрал игрок сборной Филиппин в матче против команды Китая. В мае 1923 года Лу Сальвадор набрал 116 очков в рамках турнира IV Дальневосточные игры. Наибольшее количество очков среди всех лиг, возрастов, не учитывая гендерных отличий, установил 13-летний Матс Вермелин, представляющий Швецию. Он набрал 272 очка. Рекорд был установлен 5 февраля 1974 года на региональных соревнованиях для мальчиков в Стокгольме. Матч закончился со счётом 272:0.. Наивысшее достижение по набранным очкам (136) в матчах женских баскетбольных соревнований зафиксировано у игрока из Израиля, Анат Драигор. 5 апреля 2006 года Драгор в матче третьего дивизиона Израиля в матче плей-офф.[что?] Матч закончился со счётом 158:41. На момент рекорда возраст Драгор составлял 46 лет, таким образом она является самым возрастным игроком, преодолевшим рубеж в 100 очков за матч. Только один игрок, кроме представляющих США Бево Франсиса и Джека Тэйлора, смогли преодолеть эту планку дважды. Игрок из Хорватии Марин Ференцевич набирал 101 и 178 очков в апреле и мае 2006 года в матчах хорватской лиги для юношей не старше 14 лет.
В США практически на каждой ступени обучения и профессиональном спорте были зафиксированы результаты 100 и более очков за матч. 3 февраля 1941 года в игре за среднюю школу 13-летний ученик 8-го класса Боб Харрисон набрал все 139 очков своей команды. В средней школе второй ступени было зафиксировано 24 подтвержденных результата, среди них 19 — в соревнованиях юношей и 5 — девушек. Первый зафиксированный результат относится к 1913 году, когда Херман Сайгар из Школы Кулвера (штат Индиана) набрал 113 очков в матче против Школы Уинамака. Первый рекорд у девушек зафиксирован у Денис Лонг, которая выступала за школу второй ступени Юнион-Уиттен (штат Айова) и набрала 111 очков в матче плей-офф весной 1968 года против школы Доуса. В выпускном классе в сезоне 1967–68 Лонг установила еще один национальный рекорд, набирая в среднем за матч 68,2 очка. Её рекорд по набранным очкам для девушек старшей школы второй ступени продержался 38 лет до 2 февраля 2006 года, когда Эпифанни Принс набрала 113 очков, выступая за Школу Марри Бертраум (штат Нью-Йорк). Рекорд для юношей этого же уровня обучения состоялся 26 января 1960 года, когда Дэнни Хитер набрал 135 очков. Выступая за Бёрнсвилл (восточная Виргиния) против школу Уиден, Хитер реализовал 53 из 70 бросков с игры и 29 из 41 штрафных. Его рекорд для старшеклассников не побит до сих пор.
На уровне колледжей было зафиксировано шесть индивидуальных достижений игроком отметки в 100 и более очков, два из них принадлежат Кларенсу "Бево" Франсису, представлявшему Университет Рио-Гранде, а два — Джеку Тэйлору из колледжа Гриннелла. Франсис набрал 116 очков в матче против команды колледжа Эшленда 9 января 1953 года, однако соперник не был учреждением с четырёхлетним образованием, поэтому общий счёт не означал официальный рекорд колледжа. Годом позднее, 2 февраля 1954 года Франсис набрал 113 очков против команды колледжа Хиллсдэйла, в итоге он стал подтвержденным рекордом на уровне колледжей США за все 59 лет проведения соревнований. 20 ноября 2012 года Тэйлор из колледжа Гриннелла набрал 138 очков и установил новый рекорд для всех дивизионов NCAA. 17 ноября 2013 года он вновь набрал более 100 очков за матч, остановившись на 109 очках в матче против колледжа Кроссроудс. Представляющий Университет Фурмана Фрэнк Сэлви является единственным игроком, набравшим 100 очков в матчах первого дивизиона NCAA. Сэлви набрал ровно 100 очков 13 февраля 1954 года, то есть менее, чем через две недели после рекорда Франсиса против Ньюберри. Последний бросок был выполнен на последней секунде матча и стал рекордным.
На профессиональном уровне в мире было зафиксировано несколько рекордов 100+. В США такой рекорд был зафиксирован лишь раз. 2 марта 1962 года игрок НБА Уилт Чемберлен, представлявший команду «Филадельфия Уорриорз» в матче против «Нью-Йорк Никс» набрал 100 очков. Матч проходил в Хершипарк-арена в Херши, Пенсильвания. Игрок реализовал 36 из 63 бросков с игры и выполнил 28 из 32 штрафных броска, что впоследствии отразилось в феноменальной статистике игрока в этом матче, так как Чемберлен за карьеру реализовал только 51,1% штрафных бросков.

## Ключевая информация
Для большинства рекордов невозможно установить большинство статистических показателей, однако если такая информация имеется, она отражена в таблице. Когда встречается "прочерк" (—) в графе "трёхочковые", это означает, что трёхочковые невозможно верифицировать или отсутствует достоверная статистика.

| FGM            | Количество результативных бросков                                                           |
| FGA            | Количество совершенных бросков                                                              |
| 3FGM           | Количество результативных трёхочковых                                                       |
| 3FGA           | Количество совершенных трёхочковых                                                          |
| FTM            | Количество результативных штрафных                                                          |
| FTA            | Количество совершенных штрафных                                                             |
| Ref.           | Примечания                                                                                  |
| Национальность | Означает национальную принадлежность игрока, а не страну, в которой был зафиксирован рекорд |

| ^             | Означает, что игрок, набравший 100+ очков до сих пор выступает |
| dagger        | Означает игрока-женщину                                        |
| *             | Игрок попал в Зал славы баскетбола (США)                       |
| double-dagger | Игрок попал в женский Зал славы баскетбола (США)               |
| Игрок (X)     | Означает, что игрок несколько раз набирал 100+                 |

## Международный уровень
| Очки | Национальность | Игрок                           | Дата             | Команда                        | Соперник                                            | Итоговый счёт | FGM | FGA | 3FGM | 3FGA | FTM | FTA | Прим. | Ссылка        |
| ---- | -------------- | ------------------------------- | ---------------- | ------------------------------ | --------------------------------------------------- | ------------- | --- | --- | ---- | ---- | --- | --- | --- | ------------- |
| 272  | Швеция         | Матс Вермелин                   | 5 февраля 1974   |                                |                                                     | 272–0         |     |     | —    | —    |     |     | Согласно Книге рекордов Гиннесса, 13-летний Вермелин набрал все 272 очка своей команды на региональном турнире для юношей в Стокгольме. | [ 3 ] [ 4 ]   |
| 227  | Польша         | Корад Мигдальский               | декабрь 2005     | MKS-MOS Pruszków               | UKS Czarodzieje z Bielan                            | 326–15        |     |     |      |      |     |     | Набрал 100 очков за 3 минуты до окончания второй четверти в матче местной польской лиги для юношей не старше 14 лет. | [ 24 ]        |
| 178  | Хорватия       | Марин Ференцевич                | май 2006         | Вировитица                     | Граминия                                            | 187–70        | 67  | 86  | 9    | 14   | 17  | 18  | Кроме того, он совершил трипл-дабл, совершив 22 подбора и 16 перехватов в матче местной хорватской лиги для юношей не старше 14 лет. Статистика по четвертям: 34, 61, 55, 28. | [ 6 ]         |
| 153  | Турция         | Эрман Кюнтер                    | 1988             | Фенербахче                     | Хилалспор                                           | 175–101       |     |     |      |      |     |     | Кюнтер набрал 81 очко в первой половине и 72 во второй, установив рекорд чемпионата Турции. | [ 25 ]        |
| 145  | Греция         | Аристидис Мумоглу               | 13 июля 1972     | Ираклис                        | ВАО                                                 | 172–94        |     |     | —    | —    |     |     | Набран в матче чемпионата Греции. | [ 26 ]        |
| 144  | Югославия      | Зденко Бабич                    | 10 октября 1985  | Задар                          | АПОЭЛ                                               | 192–116       |     |     |      |      |     |     | Набран в первом раунде Кубка Корача сезона 1985–86. Чтобы набрать 113 очков, Бабичу потребовалось всего 26 минут. | [ 27 ] [ 28 ] |
| 136  | Израиль        | Анат Драигор                    | 5 апреля 2006    | Хапоэль Мате Егуда             | Элитзур Гиват Шмуэль                                | 158–41        |     |     |      |      |     |     | В "Книге рекордов Гиннесса" рекорд Анат рассматривается как наибольшее количество очков, набранных в одном матче женского чемпионата в истории баскетбола. На момент рекордной игры плей-офф в третьем дивизионе чемпионата Израиля возраст игрока составлял 46 лет. В первой половине Анат набрала 61 очко, во второй - 75. | [ 5 ]         |
| 134  | Польша         | Лежек Долинский                 | 18 декабря 1993  | ATS Koszalin                   | Gajjal Choszczno                                    |               |     |     |      |      |     |     | Набран в матче третьего дивизиона Польши. Долинский на момент выступлений являлся бывшим игроком национальной сборной Польши. Рекорд установлен для всех польских лиг. | [ 29 ]        |
| 129  | Бразилия       | Маркс Мартинс Родригес Корвальо | 16 сентября 1984 | Васко да Гама                  | Хебраика Сосьедад Культураль Эспортива э Рекреатива |               |     |     |      |      |     |     | Набран в матче чемпионата штата Рио-де-Жанейро. | [ 30 ]        |
| 129  | Польша         | Кшиштоф Якобчук                 | 22 января 2007   | AWF Вроцлав                    | WSH Вроцлав                                         |               |     |     |      |      |     |     | В матче местной университетской лиги. | [ 31 ]        |
| 124  | Великобритания | Пол Огден                       | 9 марта 1982     | Школа Св.Албана                | Школа Саут Чаддертон                                | 226–82        |     |     |      |      |     |     | Набран в игре старших школ второй ступени Англии и Уэльса. | [ 32 ]        |
| 124  | Бразилия       | Хортенсия Маркари               | 1987             | Минеркал                       |                                                     | 252–31        |     |     |      |      |     |     | Игра проходила в Колледже штата Сан-Пауло на городском турнире. | [ 33 ] [ 34 ] |
| 120  | Филиппины      | Кларк Киджано                   | октябрь 2013     | Старшая школа Университета AMA | Колледж Грэйс Кристиан                              | 166–85        |     |     |      |      |     |     | Новый рекорд Филиппин был установлен в рамках турнира Freego Tiong Lian Basketball Association Tournament. | [ 35 ]        |
| 116  | Филиппины      | Лу Сальвадор                    | май 1923         | Филиппины                      | Китай                                               |               |     |     | —    | —    |     |     | Победа позволила сборной Филиппин завоевать золотую медаль на турнире Дальневосточные игры 1923 года, а рекорд Лу остается лучшим результатом для одной игры в рамках международных соревнований по баскетболу. | [ 2 ]         |
| 116  | США            | Арчи Талли                      | 1978             | TV Клаузен                     | Трия                                                | 132–91        |     |     |      |      |     |     | Набран во время матча в Германии. | [ 36 ]        |
| 113  | Ливан          | Мохаммад Аккари^                | 3 апреля 2012    | Аль-Муттахед                   | Bejje SC                                            | 173–141       | 40  | 69  | 32   | 59   | 1   |     | Первая результат 100+ в матче любой лиги под эгидой ФИБА Азия. До этого матча Аккари набирал в среднем 7,6 очка за игру. | [ 37 ]        |
| 112  | Югославия      | Дражен Петрович*                | 5 октября 1985   | Цибона                         | Олимпия                                             |               | 40  | 60  | 10   | 20   | 22  | 22  | Набран в розыгрыше чемпионата Югославии сезона 1985–86. | [ 38 ]        |
| 111  | Канада         | Денхам Браун                    | 7 февраля 2002   | Институт Уэст Хилл             | Академия Ар Эйч Кинга                               | 150–58        |     |     | 13   |      |     |     | Установил рекорд для канадской школы второй ступени. Браун набрал 51 очко в первой половине, а в третьей четверти единолично набрал 41. | [ 39 ]        |
| 111  | Хорватия       | Матеж Куна                      | февраль 2006     | Белишче                        | Пожега                                              | 159–77        |     |     | 20   | 26   |     |     | На момент рекорда возраст игрока составлял 21 год. Матеж выступал во второй лиге Хорватии. Игроку не одного очка, чтобы покорить рекорд Дражена Петровича (112). Он подумал, что рекорд состоялся и за 90 секунд до конца матча попросил замену, однако судьи официально зафиксировали только 111 очков.                     | [ 40 ]        |
| 110  | Косово         | Гранит Ругова^                  | 30 марта 2011    | Сигал Приштина                 | Митровица                                           | 150–54        |     |     |      |      |     |     | Высшее достижение в истории Косово. | [ 41 ]        |
| 107  | Никарагуа      | Дерик Омейр Уилсон              | 1978             | Блюфилдс Селекшн               | Национальная школа сельского хозяйства              |               |     |     |      |      |     |     | Национальный рекорд Никарагуа. | [ 42 ]        |
| 105  | США            | Тони Харрис                     | 10 октября 1992  | Поп Кола Пантерс               | Барангай Гинебра Кингз                              | 152–147       |     |     |      |      |     |     | Харрис побил рекорд баскетбольной ассоциации Филиппин, установленный Майклом Хакеттом. В настоящее время рекорд не побит. | [ 43 ]        |
| 104  | Филиппины      | Джерон Тенг                     | 5 января 2011    | Школа Ксавьер                  | Колледж Грэйс Кристиан                              | 164–74        | 37  | 70  | 1    |      | 29  | 34  | Установил рекорд Филиппин для старшей школы второй ступени (побит в октябре 2013 года). | [ 44 ]        |
| 103  | США            | Майкл Хакетт                    | 21 ноября 1985   | Барангай Гинебра Кингз         | Грейт Тэйст Кофе Мэйкерс                            | 197–168       |     |     |      |      |     |     | Установил на тот момент рекорд баскетбольной ассоциации Филиппин. | [ 45 ]        |
| 102  | Россия         | Данила Кукурузов                | 20 января 2018   | BaltB                          | Горный                                              | 147–78        | 44  | 59  | 0    | 2    | 14  | 21  | | [ 46 ]        |
| 101  | США            | Кевин Бредшоу                   | 1993             | Гиват Шмуэль                   | Маккаби Тверия                                      | 165–109       |     |     |      |      |     |     | Набран во время матча второй лиги Израиля в начале сезона 1993–94. Ранее, в колледже Бредшоу попал в список игроков первого дивизиона NCAA с 60 или больше набранными очками за матч с результатом 72 очка. | [ 47 ] [ 48 ] |
| 101  | США            | Джей Джей Юбэнкс                | 9 октября 1994   | Ирони Рамат Ган                | Бейтар Рамат Ган                                    |               |     |     |      |      |     |     | Набран в матче чемпионата Израиля. Из-за финансовых проблем Бейтар Рамат Ган выступал весь сезон молодёжным составом и переписал несколько антирекордов чемпионата. | [ 49 ]        |
| 101  | Хорватия       | Марин Ференцевич                | апрель 2006      | Вировитица                     |                                                     |               |     |     |      |      |     |     | Ференцевич, которому было на тот момент 13 лет, является сыном бывшего баскетболиста Бранко Ференцевича. | [ 6 ]         |
| 100  | США            | Денни Шуз                       | 1 декабря 1979   | Арманн                         | Скаллагримур                                        | 118–109       |     |     |      |      |     |     | Набран в матче чемпионата Исландии. | [ 50 ]        |
| 100  | Хорватия       | Велько Петранович               | 8 октября 2003   | Постойна                       | Випава                                              | 150–49        |     |     |      |      |     |     | Установлен в рамках розыгрыша Кубка Словении по баскетболу. Петрановичу на тот момент было 43 года и он отыграл всего три четверти. | [ 51 ]        |
| 100  | Польша         | Борис Климек                    | 28 ноября 2014   | Стал Остров Велкопольски       | KT Kosz Kalisz                                      | 165–86        |     |     |      |      |     |     | Отыграл 32 минуты в матче местной юношеской лиги до 20 лет. | [ 52 ]        |
| 100  | Филиппины      | Лусио Тан-мл.                   | 1996             | Тритон Секьюритиз              | Фил Сток Эксчейндж                                  |               |     |     |      |      |     |     | Установлен в полуфинальном матче баскетбольного турнира Филиппинской фондовой биржи. | [ 53 ]        |

## США

### Профессионалы
Национальная баскетбольная ассоциация (НБА)
| Очки | Игрок           | Дата         | Команда              | Соперник      | Итоговый счёт | FGM | FGA | 3FGM | 3FGA | FTM | FTA | Примечания |
| ---- | --------------- | ------------ | -------------------- | ------------- | ------------- | --- | --- | ---- | ---- | --- | --- | --- |
| 100  | Уилт Чемберлен* | 2 марта 1962 | Филадельфия Уорриорз | Нью-Йорк Никс | 169–147       | 36  | 63  | —    | —    | 28  | 32  | Чемберлен является единственным игроком НБА, который набрал 100 очков в одном матче. Кроме того, в этом же матче он совершил 25 подборов. |